# Flux (program)
 For alternative betydninger, se Flux (flertydig). (Se også artikler, som begynder med Flux)
Flux er navnet på en software ved hvis hjælp det er muligt at skabe og vise 3D-objekter. Flux er i form af plugin til webbrowsere Internet Explorer og fungerer også som et enkelt program.

## Eksterne links
- Flux – Officiel site*
- Flux historie Arkiveret 26. maj 2012 hos  Wayback Machine
- Flux Player alternativer Arkiveret 10. august 2009 hos  Wayback Machine

| Software | Spire Denne artikel om software og programmering er en spire som bør udbygges. Du er velkommen til at hjælpe Wikipedia ved at udvide den. |